# Възнесение Господне (Петрово)
„Свето Възнесение Господне/Христово“ или „Свети Спас“ (на македонска литературна норма: „Вознесение Господне“, „Свети Спас“) е възрожденска православна църква в гевгелийското село Петрово, югоизточната част на Северна Македония. Част е от Повардарската епархия на Македонската православна църква.
Църквата е издигната в 1860 година, но около 1860-1861 година е опожарена и в 1867 година с доброволни средства на местното население е обновена, което е описано в надписа отвън на южния вход на храма. Градител е Андон Китанов. Църквата е трикорабна, с дървени тавани, с полукръгла апсида на източния и с женски дял на западния зид. Централният кораб е по-висок от двата странични кораба. Покривната конструкция е двускатна, подпряна на два реда колони от по три стълба с капители, които отделят централния кораб от страничните кораби. Отвътре църквата е красиво изписана на северната и южната стена. Иконостасът е резбован, иконите на него са на три реда и датират от 1863 до 1896 година.
По време на Първата световна война в двора на църквата е погребан майор Петър Христов Занков, загинал на 25 ноември 1915 година.